# Muriaé
Muriaé, amtlich portugiesisch Município de Muriaé, ist eine Stadt im brasilianischen Bundesstaat Minas Gerais. Im Jahr 2017 hatte sie 108.537 Einwohner (Schätzung).
Die Stadt liegt an der fast 4900 km langen Fernstraße BR-116, die im Osten Brasiliens von Fortaleza im Norden bis Jaguarão an der Grenze zu Uruguay im Süden verläuft.

## Söhne und Töchter
- José Alencar (1931–2011), Politiker und Unternehmer
- José Geraldo da Cruz (1941–2022), römisch-katholischer Ordensgeistlicher, Bischof von Juazeiro
- Sebastião Lazaroni (* 1950), Fußballtrainer
- Marco Aurélio Moreira (* 1952), Fußballspieler und -trainer